# 浦田优惟人
蒲田优惟人（日语：／ Kamata Yuito，2006年10月4日—）是日本一名儿童演员，因出演电影《漫长的告别》而获得知名度。他出生于东京都，隶属于平田事务所。

## 出演作品

### 电影
- 《漫长的告别》（阿斯米克·艾斯株式会社（日语：アスミック・エース） / 2019年日本公映）——饰：今村崇（少年时代）[2]